# Lieja-Bastogne-Lieja 1921
La Lieja-Bastogne-Lieja 1921 fou l'11a edició de la clàssica ciclista Lieja-Bastogne-Lieja. Es va disputar el 29 de maig de 1921 sobre un recorregut de 209 km i fou guanyada pel belga Louis Mottiat, que s'imposà a l'esprint a un nombrós grup. Els també belgues Marcel Lacour i Jean Rossius acabaren segon i tercer respectivament. Es desconeix la posició exacte amb què arribaren a partir de la 7a posició.

## Resultats
|   | Ciclista                   | Equip        | Temps      |
| - | -------------------------- | ------------ | ---------- |
| 1 | Louis Mottiat (BEL)        | Alcyon       | 7h 23' 00" |
| 2 | Marcel Lacour (BEL)        |              | m. t.      |
| 3 | Jean Rossius (BEL)         | Alcyon       | m. t.      |
| 4 | Adolphe Coppez (BEL)       |              | m. t.      |
| 5 | Guillaume Nyssen (BEL)     |              | m. t.      |
| 6 | Léon Scieur (BEL)          | La Française | m. t.      |
| 7 | Albert Dejonghe (BEL)      |              | m. t.      |
| 7 | Jules-Richard Matton (BEL) |              | m. t.      |
| 7 | Hector Heusghem (BEL)      |              | m. t.      |
| 7 | Francois Beths (BEL)       |              | m. t.      |
| 7 | Félix Sellier (BEL)        |              | m. t.      |
| 7 | Hubert Noel (BEL)          |              | m. t.      |
| 7 | Victor Lenaers (BEL)       |              | m. t.      |
| 7 | Léon Despontin (BEL)       |              | m. t.      |